# Asprey

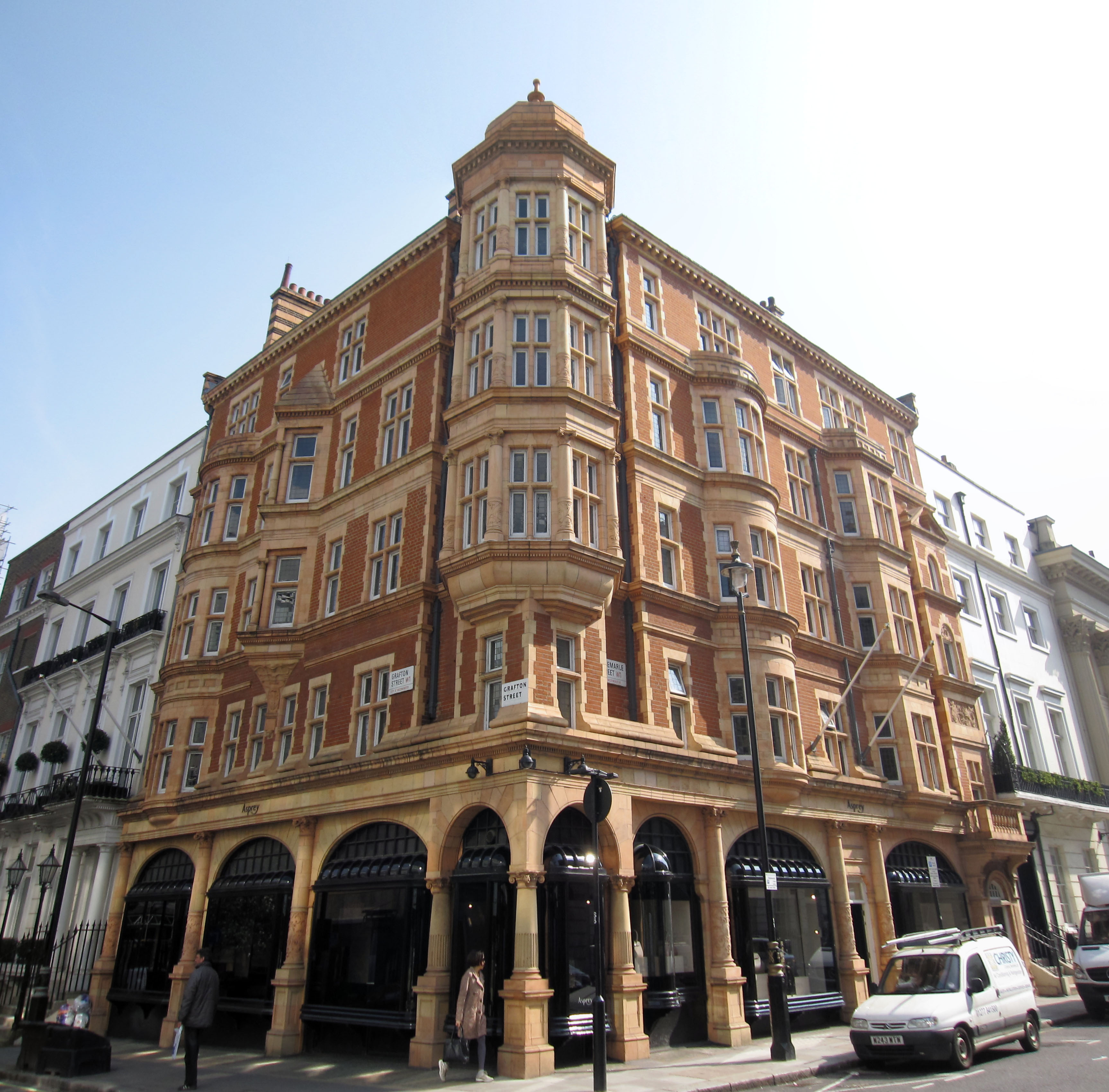
Geschäft von Asprey an der New Bond Street 167 in London

Asprey ist ein traditionsreicher Juwelier in London, England. Das Unternehmen gehört zur Asprey International Limited mit Sitz auf den Kaimaninseln.

## Geschichte
Das Unternehmen wurde 1781 in Mitcham, South London von William Asprey als Siebdruckerei gegründet. Williams Sohn Charles und sein Enkel, auch mit den Namen Charles, erweiterte das Unternehmen in die Metallkunst. Im Jahre 1841 ging der ältere Charles eine Partnerschaft mit einem Londoner Schreibwarengeschäft an der Bond Street ein. 1847 beendete die Asprey-Familie diese Zusammenarbeit und zog in 167 New Bond Street, wo sich das Geschäft noch heute befindet.
Aspreys Angebot umfasste zunächst Schmuck sowie Gegenstände zur Wohnraumgestaltung. Das Unternehmen festigte seine Position durch Zukäufe. Im Jahr 1859 wurde das Unternehmen Edwards ersteigert, ein preisgekrönter Hersteller von Reisenecessaires und königlicher Hoflieferant. Das Unternehmen erwarb den dem Laden an der New Bond Street benachbarten Alfred Club an der Albemarle Street 22, was dazu führte, dass Asprey nun zwei Eingänge hatte. Auf der Weltausstellung London 1862 gewann Asprey eine Goldmedaille. Im selben Jahr verlieh Königin Victoria den königlichen Hoftitel.
Während des 19. Jahrhunderts florierte das Geschäft, und ein weiterer Hoftitel wurde vom Fürsten von Wales, dem späteren König Eduard VII. verliehen, der Zeit seines Lebens ein wichtiger Kunde von Asprey bleiben sollte. Zur Kundschaft zählten neben der britischen königlichen Familie und der Aristokratie auch ausländischer Adel und Würdenträger.
Während des 20. Jahrhunderts wuchs Asprey beträchtlich, das Unternehmen erwarb neue Produktionsstätten und stellte Silberschmiede, Goldschmiede, Juweliere und Uhrmacher ein. Asprey beschäftigte Handwerker, darunter Ernest Betjeman, den Vater des bedeutenden Dichters John Betjeman, einen der angesehensten Entwerfer seiner Zeit.
In den 1920er Jahren erfolgten Aufträge aus der ganzen Welt. Von amerikanischen Millionären wie John Pierpont Morgan sowie Herrschern wie dem Maharaja von Patiala, der einen riesigen Teak-Reisekoffer für seine jeweiligen Ehefrauen in Auftrag gab. Jeder Koffer war mit blauem Samt ausgekleidet und mit Wasch- und Bade-Utensilien aus gediegenem Silber und einem kunstvollen Tigerkopf als Wasserspeier ausgestattet. Asprey Zigarettenetuis waren unter jüngeren Kunden beliebt, sowie Art-déco-Zubehör wie Uhren, Rasierklingen und automatische Bleistiftspitzer.
Zur Thronbesteigung Königin Elisabeth II. im Jahre 1953 fertigte Asprey die Coronation Year Gold Collection aus einem 18-karätigen Gold Dessert-, Kaffee- und Likör-Service mit einem Gesamtgewicht von fast 27 Pfund. Diese Sammlung wurde im Geschäft an der Bond Street im April 1953 ausgestellt und ging anschließend in den USA auf Tour.

## Sportsponsoring
Asprey trat zwischen den Formel-1-Saisons 1996 und 1998 als Sponsor der Scuderia Ferrari auf. Dazu besteht eine Partnerschaft mit der Formel 1 selbst.

## Ehrungen
Asprey erhielt den Hoftitel von Prinz Charles als sein Lieferant.

## Produkte
Aspreys Produktpalette reicht von Schmuck, Juwelen, Ringen, Broschen, Silberwaren, Lederwaren, Uhren bis zu Seidenschals. Neben der Zentrale in London bestanden im Jahre 2009 weitere Filialen in Berkshire, St. Moritz, New York, Beverly Hills, Miami, Tokyo, Osaka, Nagoya und Dubai.